# Aktor charakterystyczny

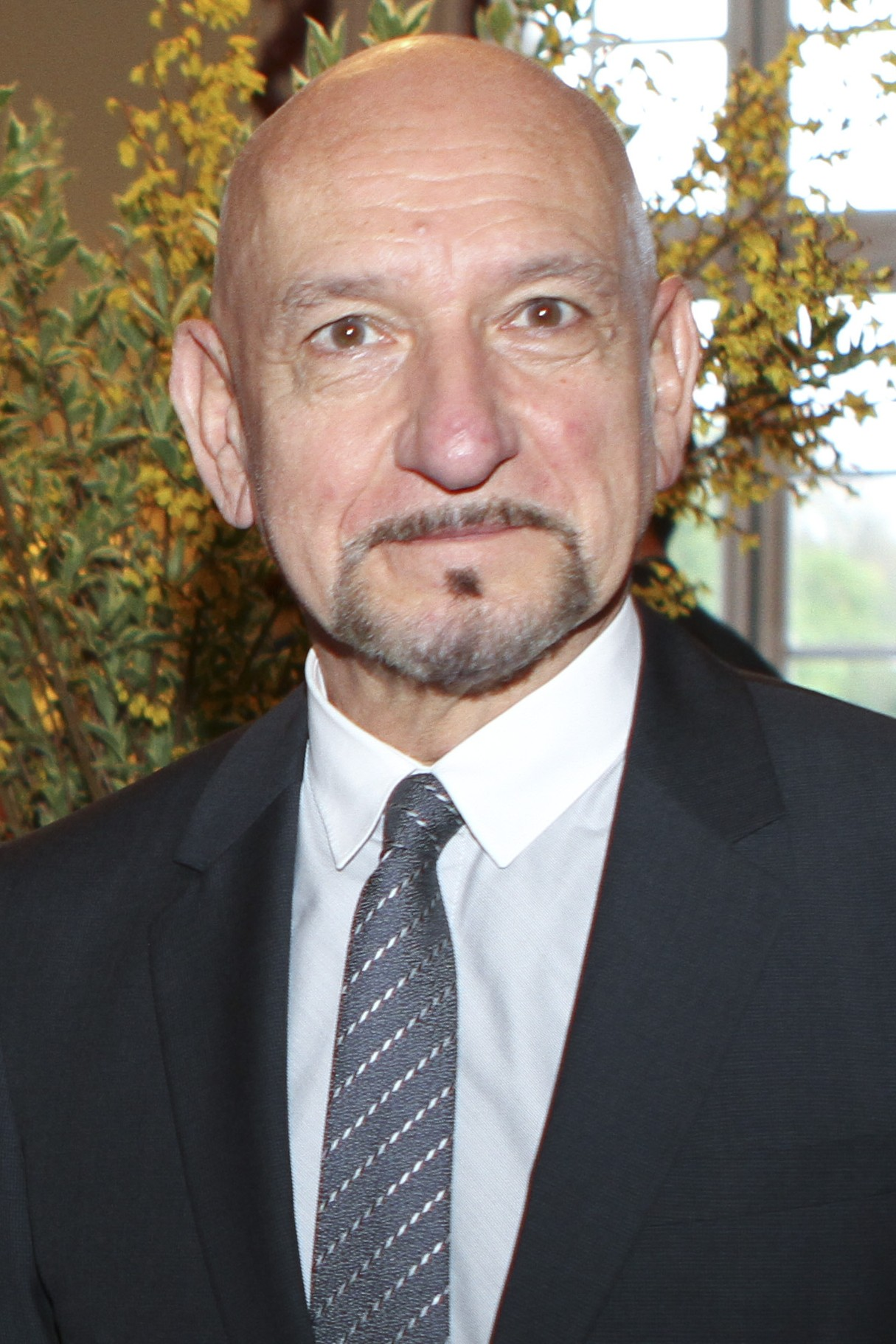
Ben Kingsley

Aktor charakterystyczny – aktor o wyróżniającej się fizjonomii, odgrywający role postaci o wyrazistych cechach, typowych dla danego środowiska społecznego, zawodowego czy grupy etnicznej.
Do tej kategorii aktorów zaliczani są m.in. Joe Pesci, John Goodman, Christopher Walken, Willem Dafoe, Ben Kingsley, Jacek Woszczerowicz, Jan Kobuszewski, Krystyna Feldman czy Roman Kłosowski.